# Hari'atu
Hari'atu (kinesiska: 哈日阿图, 哈日阿图苏木) är en socken i Kina. Den ligger i den autonoma regionen Inre Mongoliet, i den norra delen av landet, omkring 620 kilometer nordost om regionhuvudstaden Hohhot.
Genomsnittlig årsnederbörd är 534 millimeter. Den regnigaste månaden är juni, med i genomsnitt 136 mm nederbörd, och den torraste är januari, med 4 mm nederbörd.